# 卡杜納河
卡杜納河（Kaduna River）為尼日河的一條支流，由尼日河幹流左岸注入，發源於奈及利亞中部的喬斯高原，約於喬斯西南方29公里，於穆雷吉注入尼日河，河流主要流經區域屬熱帶莽原，卡杜納河在不同季節時流量有相當大的差異，宗蓋魯以下河段於7月至10月可供小船航行，於卡杜納及宗蓋魯建有跨卡杜納河的鐵路橋，當地居民於沖積平原的沼澤上種植水稻，發展灌溉後，水稻及甘蔗為最主要的作物，卡杜納一詞則源自豪薩語的鱷魚一詞。

## 外部連結
- UniMaps奈及利亞地圖